# 1584 w literaturze
Wydarzenia literackie w 1584 roku.

## Wydarzenia
- zagraniczne
  - pierwsze wydanie w języku chińskim katechizmu katolickiego

## Nowe książki
- polskie
  - Andrzej Wolan – Libri quinque contra Scargae jesuitae vilnensis, septem missae sacrificiique eius columnas (Przeciw oszczerstwom Skargi ... ksiąg pięć)
- zagraniczne
  - Reginald Scot – The Discoverie of Witchcraft

## Nowe poezje
- polskie
  - Sebastian Fabian Klonowic – Roxolania
  - Jan Kochanowski:
    - Elegiarum libri IV, eiusdem Foricoenia sive Epigrammatum libellus (Elegiarum libri IV oraz Foricoenia sive Epigrammatum libellus)
    - Epithalamium na wesele Krzysztofa Radziwiłła książęcia i księżny Katarzyny Ostrogskiej, wojewodzianki kijowskiej
    - Fraszki (m.in. Raki)

  - Malcher Kurzelowczyk – Ovidius albo Przeciwko płomienistej miłości ksiąg dwoje
- zagraniczne
  - Honoré d’Urfé – La Sireine

## Urodzili się
- 12 lutego – Caspar Barlaeus, holenderski humanista, teolog, poeta i historyk (zm. 1648)

## Zmarli
- 22 sierpnia – Jan Kochanowski, polski poeta (ur. 1530)